# Robert Keyes
Pour les articles homonymes, voir Keyes.
Robert Keyes (v. 1565 - 31 janvier 1606) était un catholique anglais qui fit partie des conjurés de la Conspiration des poudres de 1605, un complot visant à assassiner le roi Jacques Ier en faisant sauter la Chambre des lords au cours de l'ouverture officielle du Parlement, le 5 novembre 1605. Il fut le sixième homme à se joindre au complot.
Contrairement à plusieurs autres conspirateurs, Keyes n'était pas un homme particulièrement riche. Il se vit confier par Robert Catesby, le chef des conjurés, la garde des explosifs qu'il entreposa à son domicile à Londres avant de les transférer au Parlement. Lorsque le complot fut découvert, il s'enfuit de Londres et fut capturé quelques jours plus tard, dans le Warwickshire. Il fut ensuite jugé avec les autres conjurés, reconnu coupable, et condamné à être pendu, éviscéré vivant et équarri le 31 janvier 1606.